# Karel Ježek (starosta)
Karel Ježek (11. února 1851 Blansko – 7. ledna 1919 Praha) byl český podnikatel a politik mladočešské strany, majitel strojírenské továrny Ježek a v letech 1903 až 1917 starosta města Blansko. Od mládí pracoval v rodinném podniku, kterého se posléze stal ředitelem, jakožto starosta tehdejšího městysu se významně zasloužil o povýšení Blanska na město.

## Život

### Mládí
Narodil se v Blansku do rodiny Karla Ježka staršího a jeho ženy. Otec Karel v roce 1846 založil na náměstí v domě č.p. 8. zámečnickou dílnu, ve které se syn Karel následně v mládí vyučil. Na Světové výstavě ve Vídni roku 1873 spolu s otcem a mladším bratrem Richardem shlédli expozice nových typů zemědělských strojů a od následujícího roku zahájili v blanenské dílně výrobu zemědělských strojů.

### V čele podniku

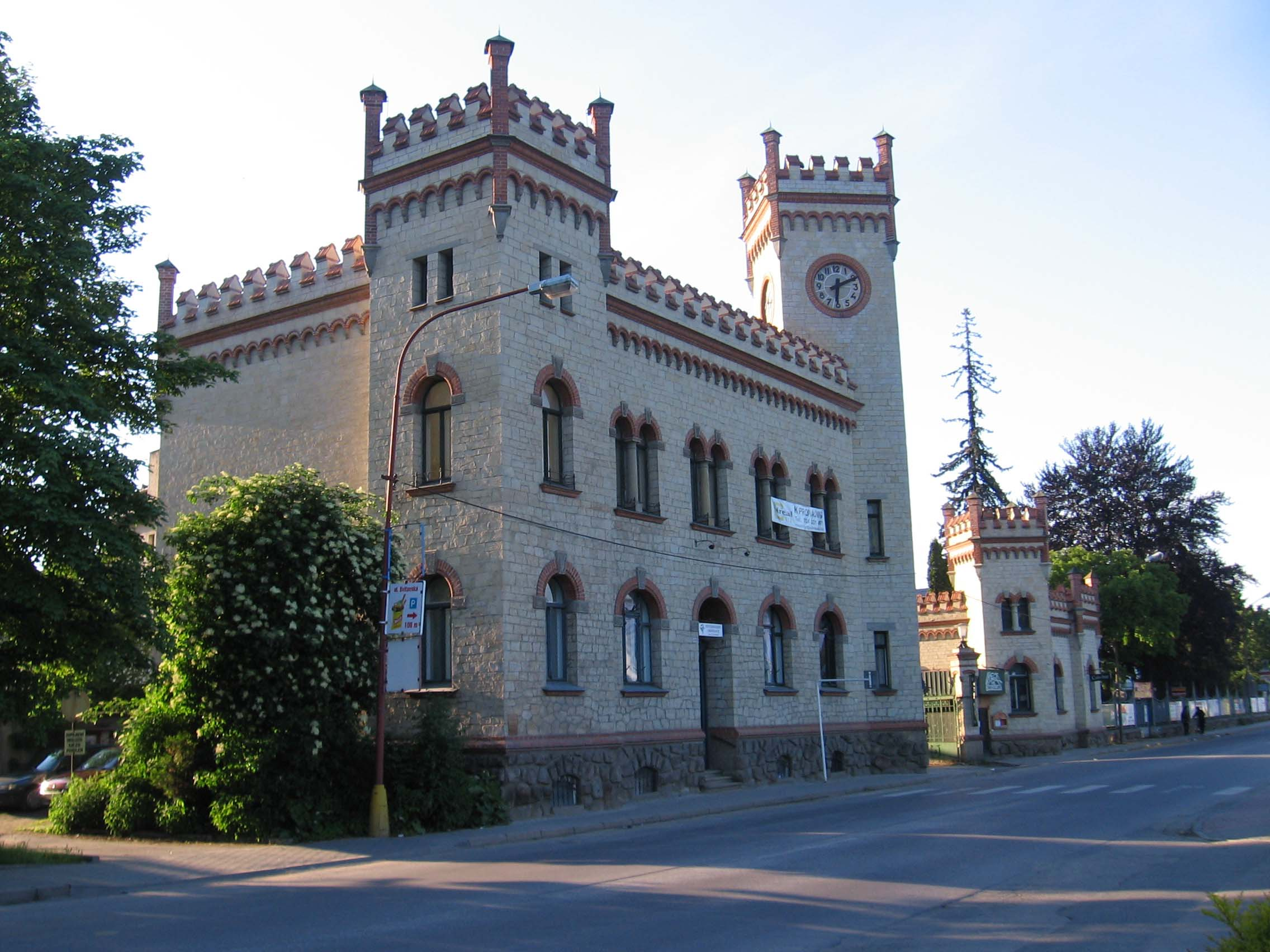
Správní budova areálu strojírny Ježek v Blansku

Původní dílna posléze přestala vyhovovat a tak roku 1888 byla výroba přemístěna do nového areálu za městem umístěným blíž k železnici. Stejně tak v témže roce došlo k přeměně firmy na rodinnou společnost, kdy se s bratrem Richardem stali spolumajiteli pod názvem K. & R. Ježek v Blansku. V té době zaměstnával závod již okolo 60 dělníků. S postupujícím rozvojem podniku vznikl průmyslový komplex, kterému dala majestátní vzhled správní budova, postavená v letech 1910–1911 podle zámku Miramare poblíž Terstu. Poté následovala výstavba železniční vlečky s mostem přes řeku Svitavu. Ježkova továrna zaměstnávala počátkem 20. století až 600 pracovníků a vyráběla zejména zemědělské stroje a zařízení. Postupně přibyly cihlářské a cementářské stroje, motorové silniční válce, řezačky papíru, drtiče štěrku a další výrobky. Jeho továrna dodávala zboží do balkánských zemí ležících na území tehdejšího Rakousku-Uhersku a dokonce vzniká i filiálka v Mariboru.

### Politika
Rovněž se rovněž angažoval v místním spolkovém životě a komunální politice. Starostou městyse se stal roku 1903 a následně měl zásadní podíl na povýšení Blanska na město dne 15. února 1905. Roku 1908 mu bylo uděleno čestné občanství města. V úřadu zůstal až do roku 1917.

### Úmrtí
Karel Ježek zemřel 7. ledna 1919 v Praze ve věku 67 let. Pohřben byl v Blansku.